# Loodna
Loodna – wieś w Estonii, prowincji Rapla, w gminie Märjamaa.